# Rue Legendre (Reims)
Pour les articles homonymes, voir Rue Legendre.
La rue Legendre est une rue de la commune de Reims, dans le département de la Marne, en région Grand Est.

## Situation et accès
La rue Legendre est comprise entre la rue Cérès et la rue Jean-Jacques-Rousseau. La rue appartient administrativement au quartier Centre-ville de Reims.      

## Origine du nom
La rue est rebaptisée en 1841  rue Legendre en l’honneur de Jean-Gabriel Legendre, Ingénieur des Ponts et Chaussées qui créa la place Royale à Reims, et les promenades à Reims.

## Historique
Cette rue est l’aboutissement de 2 prolongements successifs. À l’origine, la rue, ancienne rue du Cheval-Blanc qui devait son origine à une enseigne du 17e siècle, était constituée par la partie entre la rue actuellement nommée rue Cérès et la rue du Petit Arsenal. Puis, la rue fut prolongée par la partie entre la rue du Petit Arsenal et la rue nommée actuellement Rue Courmeaux. Enfin, dernier prolongement avec la partie entre la rue nommée actuellement rue Courmeaux et la rue actuellement nommée rue Jean-Jacques-Rousseau.

## Bâtiments remarquables et lieux de mémoire
- Immeuble de Style Art déco (1923) situé à l’angle de la rue Legendre et rue Cormeaux (n° 22).